# Phil Kevin
Phil Kevin, pseudoniem van Philip Vandenborne (Sint-Truiden, 11 september 1969), is een Vlaamse zanger, muzikant en dansleraar/choreograaf/regisseur. Phil Kevin volgde een klassieke dansopleiding in diverse academies, waaronder ook aan de Koninklijke Balletschool Antwerpen, toen nog in leiding van onder andere Jeanne Brabants. Phil Kevin woont in Sint-Truiden en heeft een dansschool: 'Studios Phil Kevin'.

## Carrière
Op twintigjarige leeftijd bracht hij zijn eerste single uit. Voordien had hij aan wat soundmixwedstrijden deelgenomen als imitator van een andere Limburgse zanger, Pascal Laurent.
Met de komst van de commerciële zender VTM was er een ware heropleving van de Vlaamse muziek, mede dankzij het programma Tien Om Te Zien. Ook Phil Kevin kon hiervan een graantje meepikken: in 1989 had hij een hit met Komaan en doe het. Nadien volgden nog een aantal hitjes zoals Is het juist, Is het fout en Als ik jou zie.
In 1990 tekende hij een managements-/boekings-/platencontract met Guy Beyers en Micha Marah voor het bedrijf Benelux Theater. Toen verder succes uitbleef, koos Phil Kevin er in 1993 voor om te starten met een eigen dansschool.
In 1996 nam hij nog deel aan de Gouden Zeemeermin, de selectie van de toenmalige BRTN voor de Belgische inzending voor het Eurovisiesongfestival. In de derde voorronde eindigt hij met Als ik er niet meer ben op de tiende plaats. 
In 2000 maakte hij deel uit van de cast van de musical Peter Pan.
Sindsdien treedt hij nog sporadisch op.

## Discografie
(onvolledig)
- Droog je tranen nu maar even
- Daisy je maakt mij crazy
- Als ik er niet meer ben
- Als ik jou zie
- Als ik zou moeten kiezen
- Baby Blue
- Dansen Met Iedereen
- De studiewals
- Die kat komt weer
- Hoe kan ik je ooit vergeten
- Ik kan je niet missen
- Ik wil gelukkig zijn
- Ik wil niet dat je weggaat
- In de fanfare
- Is het juist of is het fout
- Komaan en doe het
- Liefde zonder woorden
- Loop mij niet na
- Oh margriet
- Ritme van mijn hart
- Wat er ook gebeurt
- Wat ruist er door het struikgewas
- Vroeger was ze Benny